# Musée des occupations et des luttes pour la liberté

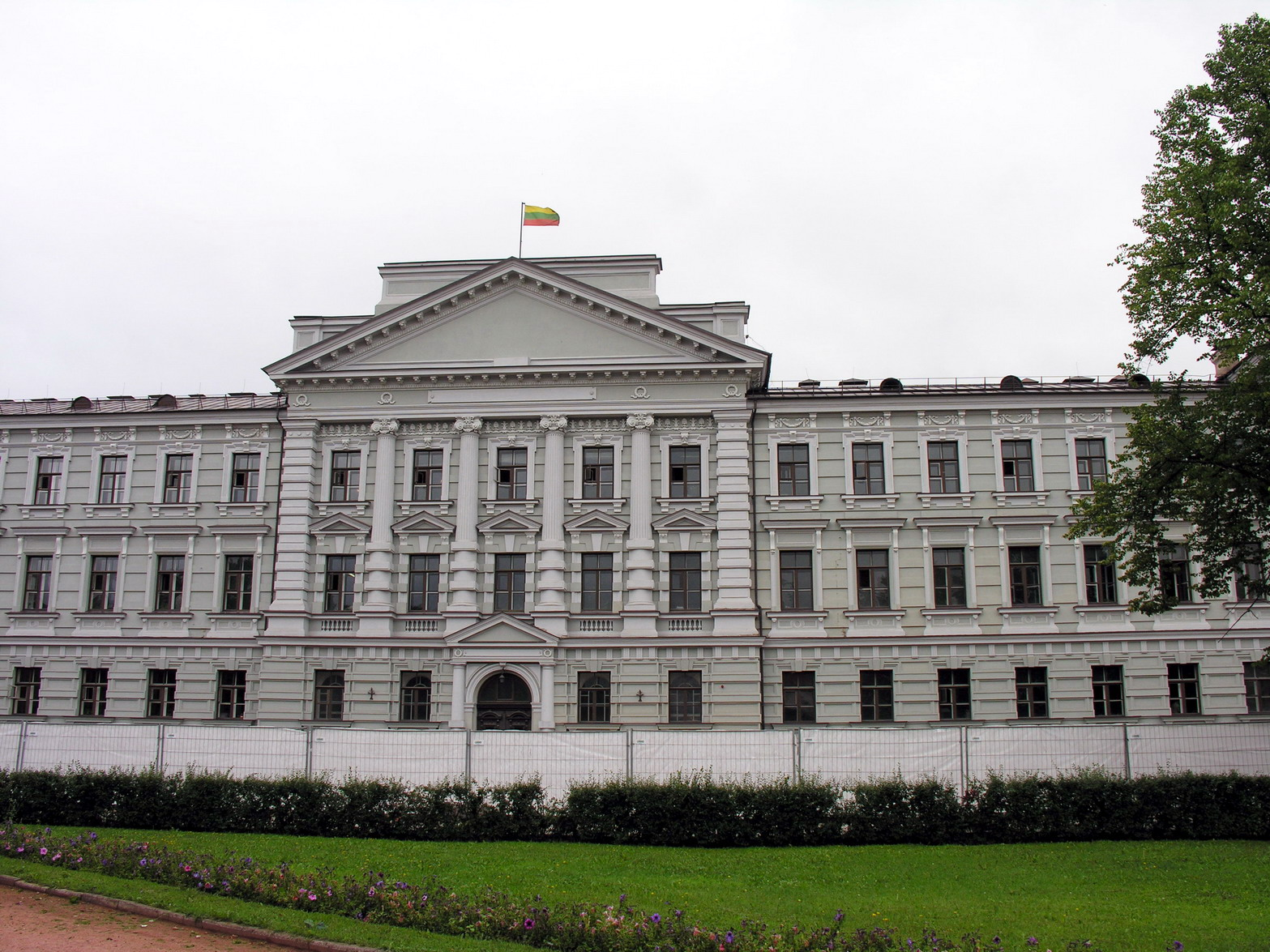
L'ancien bâtiment du KGB qui abrite le musée

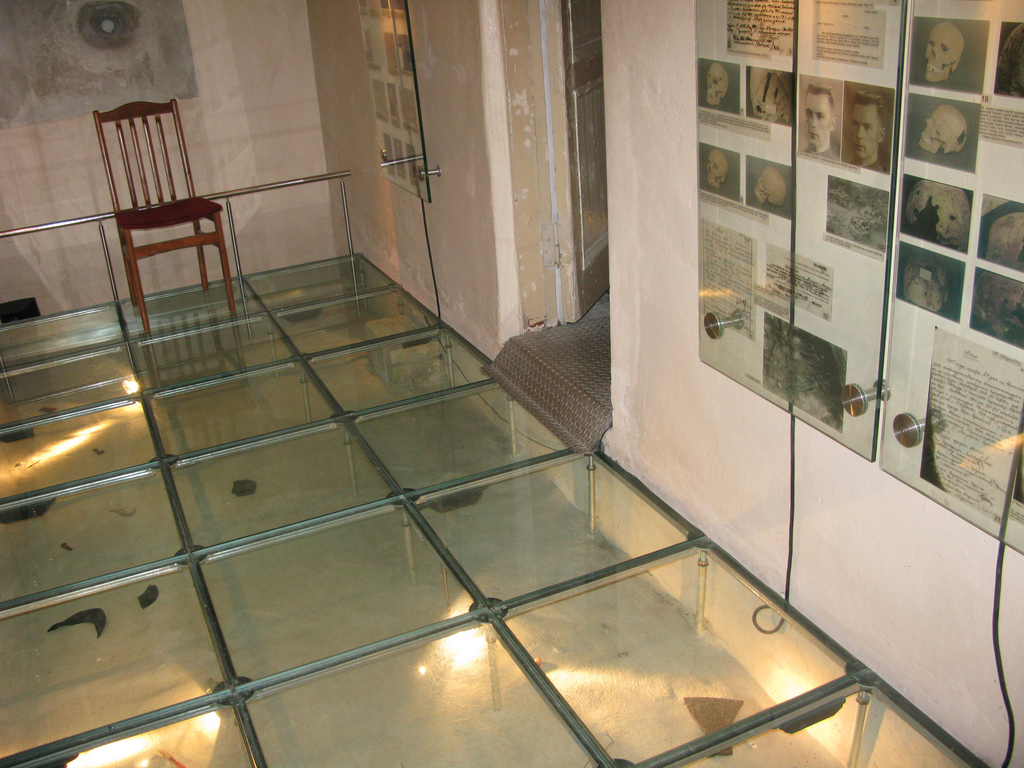
Salle d'exécution où les prisonniers étaient tués puis enterrés dans des fosses communes à l'extérieur de Vilnius. Les objets retrouvés dans ces fosses communes sont désormais exposés dans les vitrines situées sous le sol vitré de la salle.

Le Musée des occupations et des luttes pour la liberté (Lituanien : Okupacijų ir laisvės kovų muziejus) à Vilnius, est consacré à la présentation d'objets et de documents datant des 50 années d'occupation soviétique de la Lituanie.

## Histoire

### Histoire du musée
Le musée a été créé en 1992 sur décision du ministre de la Culture et de l'Éducation et du président de l' Union lituanienne des prisonniers politiques et des déportés. En 1997, il a été transféré au Centre de recherche sur le génocide et la résistance de Lituanie. Le musée est situé dans l'ancien siège du KGB en face de la place Lukiškės et est familièrement appelé le musée du KGB.
Le musée est principalement consacré à la collecte et à l'exposition de documents relatifs aux 50 ans d'occupation de la Lituanie par l'Union soviétique, aux partisans lituaniens antisoviétiques et aux victimes des arrestations, des déportations et des exécutions qui ont eu lieu pendant cette période. Avant 2018, le musée était connu sous le nom de Musée des victimes du génocide, reflétant une définition élargie du génocide utilisée par le Centre de recherche sur le génocide et la résistance. Bien que ces événements ne soient considérés comme un génocide que par quelques historiens, seule une petite partie de l'espace est consacrée à l'Holocauste en Lituanie, l'événement qui est universellement considéré comme un génocide. En 2018, le musée a été rebaptisé Musée des occupations et des combats pour la liberté.
Depuis le 31 décembre 2008, la gestion du parc de la paix et du manoir de Tuskulėnai sont sous la responsabilité du musée des occupations et des luttes pour la liberté.

### Histoire du bâtiment

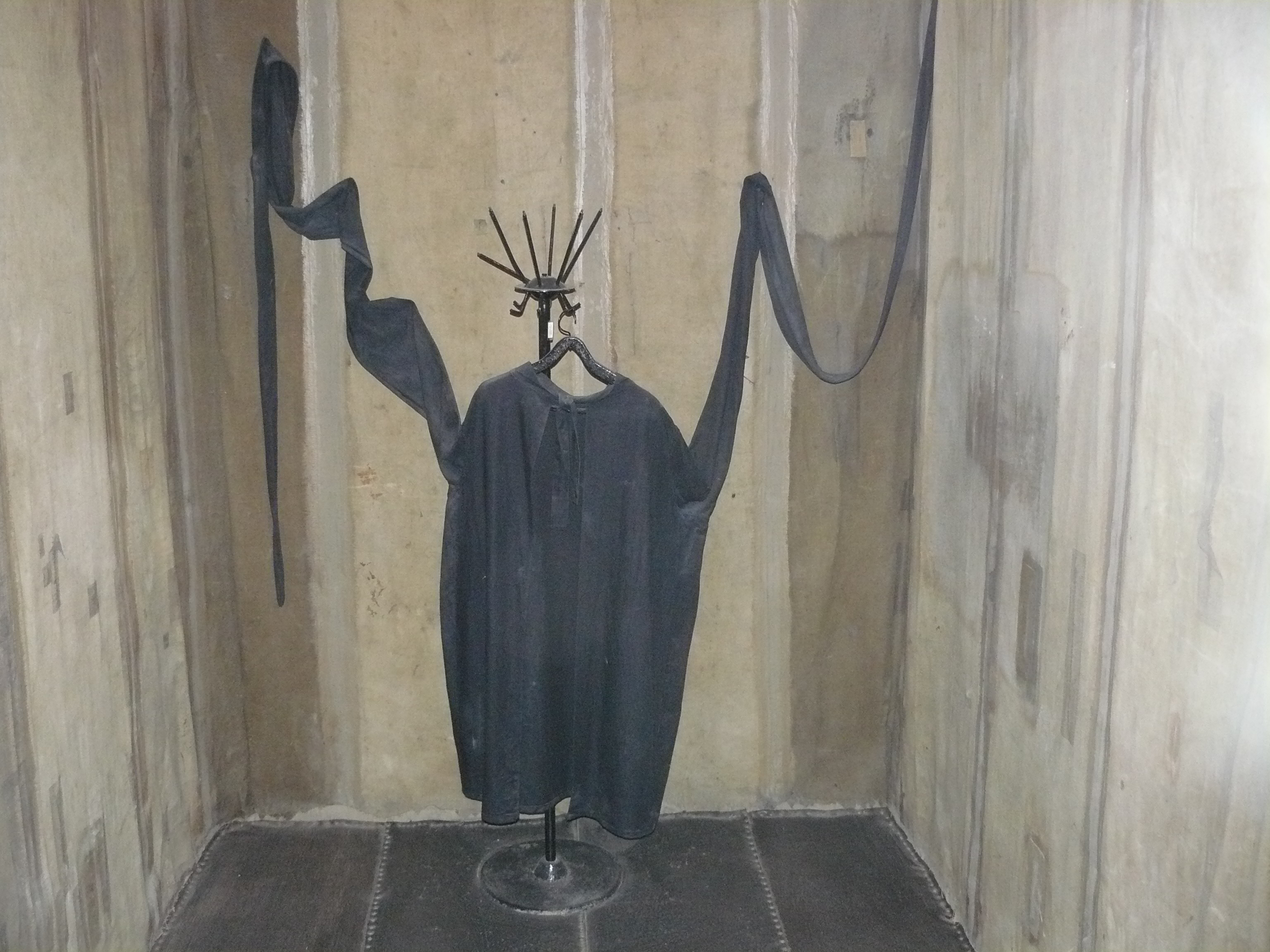
Cellule aux murs capitonnés et avec camisole de force, pour l'isolement des détenus déclarés mentalement instables

Au XIXe siècle, la Lituanie faisait partie de l'Empire russe. Le bâtiment, achevé en 1890, abritait à l'origine le tribunal du gouvernorat de Vilna. L'Empire allemand l'a utilisé pendant l'occupation du pays pendant la Première Guerre mondiale. Après la déclaration d'indépendance de la Lituanie, il servit de centre de conscription pour la nouvelle armée lituanienne et de quartier général du commandant de Vilnius. Pendant les guerres d'indépendance lituaniennes – contre les bolcheviks, les volontaires russes de l'ouest et les polonais –, la ville fut brièvement prise par les premiers, et le bâtiment abrita des commissariats et un tribunal révolutionnaire. Après la mutinerie de Żeligowski de 1920, Vilnius et ses environs furent occupés par la Pologne, et le bâtiment abrita les tribunaux de la voïvodie de Vilnius.
La Lituanie fut envahie par l'Union soviétique en 1940 et, à la suite d'un ultimatum, devint par la force une République socialiste soviétique. Des arrestations massives et des déportations ont suivi, et le sous-sol du bâtiment est devenu une prison. En 1941, l'Allemagne nazie envahit à son tour le pays ; le bâtiment abritait alors le siège de la Gestapo, la police politique du IIIe Reich. Des inscriptions sur les murs des cellules de cette époque subsistent. Les Soviétiques reprirent le pays en 1944, et l'occupèrent depuis lors jusqu'en 1991. Le bâtiment fut utilisé par le KGB, abritant des bureaux, une prison et un centre d'interrogatoire. Plus de 1 000 prisonniers ont été exécutés dans le sous-sol entre 1944 et le début des années 1960, environ un tiers pour avoir résisté à l'occupation. La directrice du musée, Ramunė Driaučiūnaitė, souligne que l'ancienne prison interne du KGB a été conçue pour la torture, soulignant la présence d'une cellule unique sans lits, et une chambre d'exécution indiquée comme une cuisine sur le plan d'étage. Les Soviétiques ont essayé de dissimuler leurs agissements en recouvrant le sol de béton lorsqu'ils sont partis. La plupart des corps ont été enterrés dans le manoir de Tuskulėnai, qui a fait l'objet d'une reconstruction et abrite une branche du musée.
En plus d'abriter le musée, le bâtiment sert désormais de palais de justice et de dépôt des archives spéciales lituaniennes.

## Collections

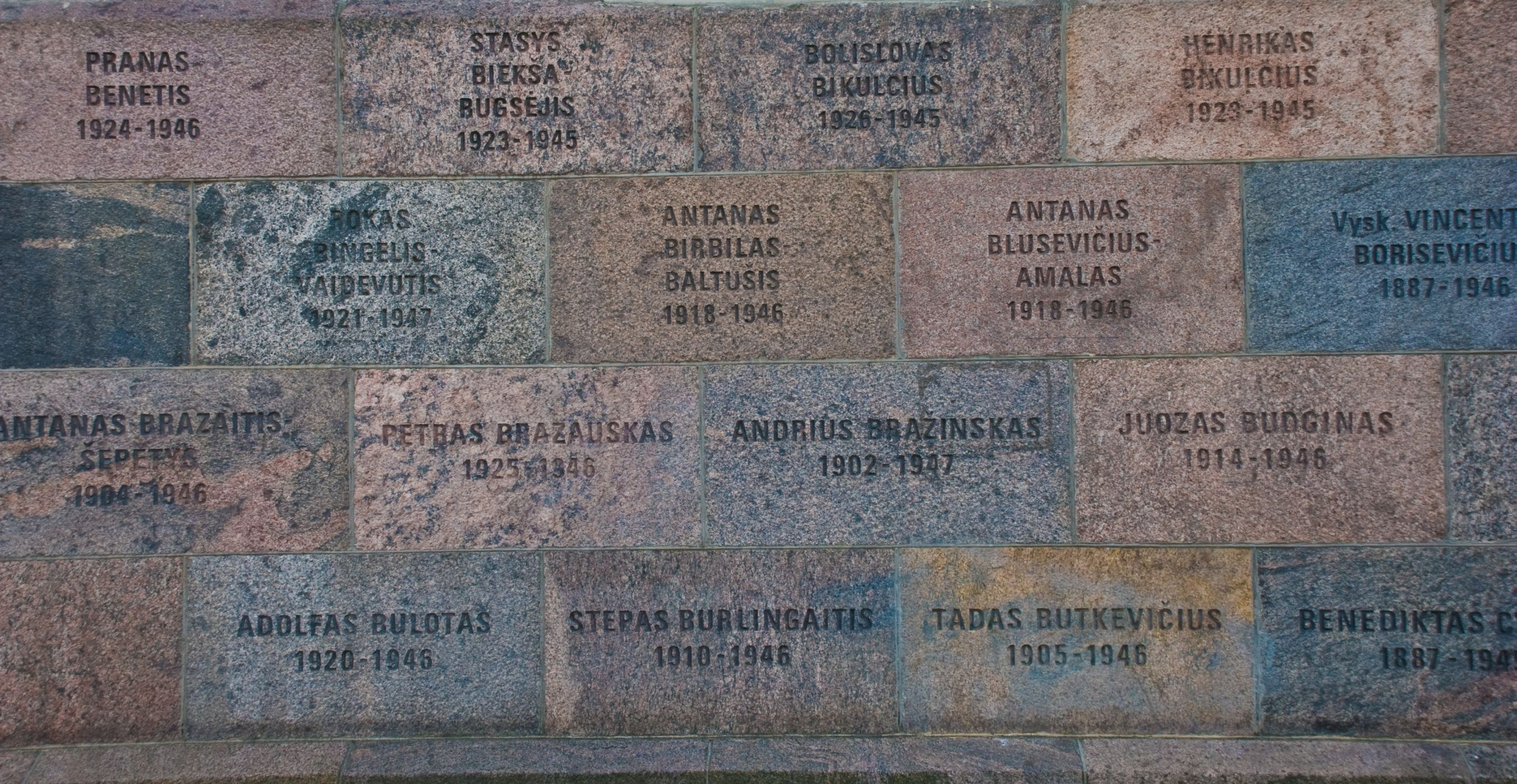
Mur extérieur du musée, gravé avec les noms des personnes tuées à l'intérieur

L’aspect non-violent de la résistance est représenté par divers livres, publications clandestines, documents et photographies. La collection sur la résistance armée des Frères de la Forêt comprend des documents et des photographies des partisans. Une section consacrée aux victimes de déportations, d'arrestations et d'exécutions contient des photographies, des documents et des effets personnels ; cette collection est continuellement enrichie par les dons du public, le musée étant considéré comme le meilleur moyen de préserver les documents.

## Controverse
Jusqu'en 2011, aucune exposition consacrée à l'Holocauste en Lituanie n'existait au Musée des victimes du génocide, même si davantage de Juifs ont été tués en Lituanie qu'en Allemagne, tant en nombre relatif qu'absolu, et que seuls quelques historiens pensent que la répression soviétique contre les Lituaniens constituait un génocide. Pour répondre aux critiques internationales, une petite exposition décrivant l'Holocauste en Lituanie a été ajoutée en 2011.
En avril 2018, après qu'un article de Rod Nordland dans le New York Times ait cité Dovid Katz déclarant que le musée était « une version du déni de l'Holocauste du XXIe siècle », le musée a changé son nom en Musée des occupations et des combats pour la liberté. En 2020, selon le magazine Time, le musée « se concentre presque entièrement sur le meurtre de la population lituanienne non juive, tandis que les auteurs de l'Holocauste sont salués comme des victimes de la lutte de leur pays contre l'occupation soviétique ».